# Api (berg)
Api (Nepali: अपी, apī) is een 7132 meter hoge berg in het uiterste westen van Nepal, in de centrale Himalaya. De berg ligt in het westen van het massief van de Gurans Himal, in het district Darchula. Het is tevens de hoogste top in dit massief. De eerste beklimming vond plaats in 1960, door een Japanse expeditie. Op 10 mei van dat jaar bereikten de klimmers Katsutoshi Hirabayashi en Gyltsen Norbu als eersten de top.